# Irene Curzon (2e baronne Ravensdale)
Pour les articles homonymes, voir Curzon (homonymie).
Mary Irene Curzon, 2e baronne Ravensdale, (20 janvier 1896 - 9 février 1966) est une mondaine caritative anglaise.
Fille de George Curzon, 1er marquis Curzon de Kedleston et Mary Leiter, elle hérite du titre inférieur de son père, la baronnie de Ravensdale, le 20 mars 1925, et est créée pair à vie comme baronne Ravensdale de Kedleston, de Kedleston, dans le Comté de Derby le 6 octobre 1958. Cela lui permet de siéger à la Chambre des lords avant l'adoption de la Peerage Act de 1963, qui permet à des pairs héréditaires suo jure d'entrer. Elle et ses deux jeunes sœurs sont évoquées par Anne de Courcy dans Les filles du vice-roi: la vie des sœurs Curzon.

## Jeunesse
Irene naît à 4 Carlton House Gardens, St James, et est l'enfant aîné de George Curzon et Mary Victoria Leiter, fille de Levi Ziegler Leiter.
Irene Curzon a eu un aperçu intime de la vie du duc de Windsor, de son amitié et de son mariage avec Wallis Simpson et de la vie de la maison de Windsor, par l'intermédiaire de sa sœur, Alexandra et de son beau-frère le major Edward Dudley Metcalfe, meilleur ami d'Edouard VIII. Elle a vu la montée du fascisme britannique à travers sa sœur Lady Cynthia Mosley et son autre beau-frère Oswald Mosley, avec qui elle a eu une brève aventure avant leur mariage .

## Vie privée

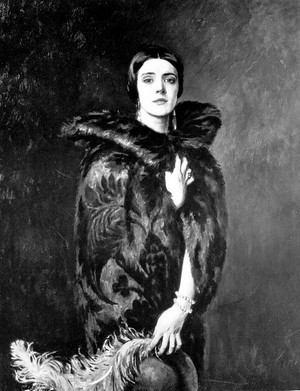
Mary Irene Curzon, la baronne Ravensdale, William Bruce Ellis Ranken, 1925

Irene est une "grande et majestueuse beauté" selon son amie Charlotte Greenwood. Le père d'Irène est le diplomate-politicien George Curzon, nommé vice-roi de l'Inde en 1898, et la famille va vivre à New Delhi. Peu de temps après leur retour en Angleterre, Lord Curzon démissionne, en 1905, à la fin d'une longue période de gouvernement conservateur. Créé comte de Kedleston et baron Ravensdale en 1911, les titres sont en réversion tant pour les filles que pour les héritiers masculins. Elle est très portée sur la musique et passionnée par la Chasse au renard, le bridge et les fêtes. Elle a de nombreuses histoires d'amour au sein de l'élite de la clique de chasse Melton Mowbray et a une longue relation avec le pianiste de renom Arthur Rubinstein, avec qui elle a dit avoir couché le jour de son mariage . Elle s'est investie dans les œuvres caritatives pendant la Première guerre mondiale.
Victor Cazalet et Nevile Henderson l'ont demandé en mariage. Elle est brièvement fiancée à Miles Graham à la suite d'une longue liaison avec Gordon Leith, mais ne s'est jamais mariée et n'a pas d'enfants . Elle est devenue la tutrice des trois enfants d'Oswald Mosley, à la suite du décès de sa femme Cynthia qui est la sœur cadette d'Irène. Elle est particulièrement attachée à Michael qui est un petit enfant à la mort de sa mère. Elle craignait qu'elle et son argent puissent être perçus principalement comme des accompagnements utiles à une carrière politique et aspirait à épouser un homme qui refuserait de quitter sa femme.
Malgré sa vie sociale active, elle maintient un fort attachement au travail social. Elle est nommée présidente de Highways Clubs Inc. Elle est également nommée vice-présidente de l'Association nationale des clubs de filles et des clubs mixtes. Et puis elle est la candidate évidente pour être présidente du London Union of Youth Clubs .
Anglicane confirmée, elle est très tolérante pour les autres religions. Son ami, l'explorateur asiatique, Francis Younghusband, considéré par le Parlement comme l'un des héros de l'époque, l'aide à former le Congrès mondial des religions. C'est une organisation œcuménique qui vise à rassembler toutes les religions dans un esprit d'unité et de coopération. Elle est présidente à partir de 1942 et dans les années 1960, elle est devenue présidente d'honneur. Dans un monde de «malheureuses distractions du matérialisme», écrivait-elle en 1936, les gens avaient besoin d'un dessein spirituel pour vivre dans un plus grand universalisme ». Elle a dit dans sa péroration "... tous les préjugés contre les femmes ... sont injustifiables" .

## Chambre des lords
Pendant la Seconde Guerre mondiale, elle est basée à l'hôtel Dorchester, surnommé "le Dorch", ses journées passées à soigner des soldats blessés, à travailler dans des cantines, à donner des conférences et à faire d'autres travaux de guerre. Sa plus jeune sœur, Alexandra, est nommée CBE pour son travail au Save the Children Fund. Le 22 octobre 1958, elle est créée l'une des quatre premières pairs de la vie et présentée aux Lords . Elle s'est assise sur les bancs Crossbenchers lorsqu'elle prononce un discours inaugural le 4 février 1959, dans lequel elle discute du financement des services pour les jeunes . Elle appelle le gouvernement à prendre au sérieux les subventions pour financer un secteur bénévole qui manquait de personnel. Dans le Charity Commissioners Act 1959, l'administration Macmillan procède à une refonte majeure du secteur.
S'exprimant sur le projet de loi de 1959 sur les délits de rue, elle critique la loi qui reprochait aux femmes de chercher un revenu de la prostitution et plutôt que de chercher à punir les hommes. Lady Ravensdale est décédée en 1966. Elle est remplacée dans sa pairie héréditaire par son neveu, Nicholas Mosley, fils d'Oswald Mosley par sa première épouse Cynthia Curzon.